# Horkýže Slíže
Horkýže Slíže è un gruppo punk rock slovacco fondato nel 1992 a Nitra.
Sebbene la musica preferita dal gruppo sia il genere punk, non è raro incontrare sonorità che si avvicinano al rock, pop e ska. Sporadiche canzoni presentano ritmi metal e funky, mentre i testi di solito trattano argomenti leggeri non di rado utilizzando toni umoristici.
All'attivo, due dischi di platino.

## Membri
- Peter Hrivňák (Kuko) - basso, voce
- Mário Sabo (Sabotér) - chitarra
- Juraj Štefánik (Štefko) - chitarra
- Marek Viršík - batteria

## Discografia
- Prvý slíž (1994)
- V rámci oného (1996)
- Vo štvorici po opici (1998)
- Ja chaču tebja (2000)
- Festival Chorobná 2001 (2001)
- Best uff (2001)
- Kýže Sliz (2002)
- Alibaba a 40 krátkych songov (2003)
- Ritero Xaperle Bax (2004)
- Živák (2005)
- Festival chorobná (2006)
- Ukáž tú tvoju zoo (2007)
- St. Mary Huana Ganja (2012)